# Elecciones estatales de Colima de 2021
Las elecciones estatales de Colima de 2021 se llevaron a cabo el domingo 6 de junio de 2021, y en ellas se renovaron los titulares de los siguientes cargos de elección popular del estado mexicano de Colima:
- Gobernador de Colima: Titular del Poder Ejecutivo del estado, electo para un periodo de seis años, sin derecho a reelección. La candidata electa fue Indira Vizcaíno Silva.
- 25 diputados estatales: 16 diputados electos por mayoría relativa y 9 designados mediante representación proporcional para integrar la LX Legislatura.
- 10 ayuntamientos: Compuestos por un presidente municipal, un síndico y sus regidores. Electos para un periodo de tres años.

## Organización

### Partidos políticos
En las elecciones estatales tienen derecho a participar once partidos políticos. Diez son partidos políticos con registro nacional: Partido Acción Nacional (PAN), Partido Revolucionario Institucional (PRI), Partido de la Revolución Democrática (PRD), Partido del Trabajo (PT), Partido Verde Ecologista de México (PVEM), Movimiento Ciudadano (MC), Movimiento Regeneración Nacional (MORENA), Partido Encuentro Solidario (PES), Fuerza por México (FPM) y Redes Sociales Progresistas (RSP). Y un partido político estatal: Nueva Alianza Colima.

### Proceso electoral
La campaña electoral para la gubernatura inicia el 5 de marzo de 2021, mientras que las campañas para las diputaciones y alcaldías inician el 6 de abril. El periodo de campañas concluye el 2 de junio. La votación está programada para celebrarse el 6 de junio de 2021, de las 8 de la mañana a las 6 de la tarde, en simultáneo con las elecciones federales. Se estima que el computo final de resultados se publique el 13 de junio.

### Distritos electorales
Para la elección de diputados de mayoría relativa del Congreso del Estado de Colima el estado se divide en 16 distritos electorales.
| Distrito | Cabecera    | Municipios                    | Mapa |
| -------- | ----------- | ----------------------------- | ---- |
| 1        | Colima      | Colima                        |      |
| 2        | Colima      | Colima                        |      |
| 3        | Colima      | Colima                        |      |
| 4        | Comala      | Comala, Villa de Álvarez      |      |
| 5        | Coquimatlán | Coquimatlán, Villa de Álvarez |      |
| 6        | Cuauhtémoc  | Colima, Cuauhtémoc            |      |
| 7        | Colima      | Colima                        |      |
| 8        | Colima      | Colima                        |      |
| 9        | Armería     | Armería, Manzanillo           |      |
| 10       | Tecomán     | Tecomán                       |      |
| 11       | Manzanillo  | Manzanillo                    |      |
| 12       | Manzanillo  | Manzanillo                    |      |
| 13       | Manzanillo  | Manzanillo                    |      |
| 14       | Manzanillo  | Manzanillo, Minatitlán        |      |
| 15       | Tecomán     | Tecomán                       |      |
| 16       | Ixtlahuacán | Ixtlahuacán, Tecomán          |      |

## Candidaturas y coaliciones

### Sí por Colima
El 21 de diciembre de 2020 se registró la coalición Sí por Colima, conformada por el Partido Revolucionario Institucional (PRI), el Partido Acción Nacional (PAN) y el Partido de la Revolución Democrática (PRD). Para determinar al candidato de la coalición para la gubernatura, los tres partidos acordaron postular cada uno a un aspirante y hacer la selección a través de una encuesta. El PAN postuló a la exsenadora Martha Sosa Govea y el PRI a la antigua subsecretaria de desarrollo rural Mely Romero Celis. El PRD no postuló a ningún aspirante.
El 16 de febrero la coalición designó a Mely Romero Celis, propuesta por el PRI, como su candidata para la gubernatura del estado.

### Partido del Trabajo
Inicialmente, el Partido del Trabajo (PT) decidió presentarse en alianza con el Partido Verde Ecologista de México en la coalición Juntos por un Colima mejor, registrada el 21 de diciembre de 2020. Sin embargo, el 2 de febrero de 2021 el senador del PT, Joel Padilla, planteó la disolución de la coalición debido al desacuerdo entre los dos partidos en el reparto de candidaturas. El 26 de febrero se formalizó la separación ante el Instituto Estatal Electoral de Colima.
Cuando el partido era parte de la coalición, postuló como candidato a gobernador al senador Joel Padilla Peña. Sin embargo, tras la disolución de la alianza, el Partido del Trabajo se vio obligado a postular a una mujer para cumplir las leyes de cuotas de género establecidas por el Instituto Nacional Electoral. El 2 de marzo el partido registró a Aurora Cruz Alcaraz como su candidata para la gubernatura.

### Partido Verde Ecologista de México
El Partido Verde Ecologista de México (PVEM) acordó en diciembre de 2020 presentarse en coalición con el Partido del Trabajo, pero se separó de la alianza en febrero de 2021 por desacuerdos en el reparto de candidaturas. Como aspirante a la candidatura se presentó el exdirigente del Partido Verde en Colima, Virgilio Mendoza Amezcua. El 26 de febrero la dirigencia del partido seleccionó a Mendoza Amezcua como su candidato a gobernador.

### Movimiento Ciudadano
El partido Movimiento Ciudadano le ofreció su candidatura para la gubernatura a Leoncio Morán Sánchez, presidente municipal de la ciudad de Colima. El viernes (26) de febrero, en sesión extraordinaria, el Cabildo municipal aprobó por unanimidad la licencia para separarse del cargo como presidente municipal de Colima por tiempo indeterminado, a Leoncio Morán.

### Juntos hacemos historia en Colima
El 15 de diciembre de 2020 se registró la coalición Juntos hacemos historia en Colima, conformada por el partido Movimiento Regeneración Nacional (Morena) y el partido estatal Nueva Alianza Colima. Para la elección del candidato a la gubernatura se decidió seguir los procedimientos internos de Morena, seleccionando al candidato a través de una encuesta entre militantes y simpatizantes. El 21 de diciembre la coalición anunció como su candidata a Indira Vizcaíno Silva, coordinadora estatal de los programas del gobierno federal.

### Partido Encuentro Solidario
El Partido Encuentro Solidario (PES) expresó el 3 de febrero de 2021 que no registraría candidato a la gubernatura de Colima. Y que, pese a que la ley le imposibilita formar alianzas electorales por ser partido de nueva creación, apoyaría de facto a la candidata de Morena. El 1 de marzo la dirigente estatal del partido acompañó a Indira Vizcaíno a su registro como candidata de la coalición «Juntos hacemos historia» ante el Instituto Estatal Electoral de Colima.

### Redes Sociales Progresistas
El partido Redes Sociales Progresistas (RSP), al ser una organización política de nueva creación, está imposibilitado por ley para formar coaliciones electorales. El 4 de marzo de 2021 registró a Evangelina Bañuelos Rodríguez como su candidata para la gubernatura del estado.

### Fuerza por México
El partido Fuerza por México (FPM), al ser una organización política de nueva creación, está imposibilitada por ley para formar coaliciones electorales. Como candidata a la gubernatura el partido presenta a la diputada federal Claudia Yáñez Centeno, quien previamente había sido militante de Morena, partido al que renunció luego de perder en el proceso de selección de candidato para la gubernatura, considerando que se trataba de «una farsa».

## Encuestas para la gubernatura

### Por partido político
| Encuestadora          | Fecha                   |        |        |        |        | Otro   | Ninguno/No sabe |
| --------------------- | ----------------------- | ------ | ------ | ------ | ------ | ------ | --------------- |
| Encuestadora          | Fecha                   |        |        |        |        | Otro   | Ninguno/No sabe |
| Campaigns & Elections | noviembre de 2019       | 13%    | 16%    | 5%     | 27%    | 5%     | 36%             |
| Campaigns & Elections | febrero de 2020         | 12%    | 13%    | 5%     | 26%    | 12%    | 31%             |
| Demoscopia digital    | 2 de mayo de 2020       | 10.20% | 17.10% | 6.12%  | 36.18% | 9.17%  | 21.23%          |
| Analítica media       | 29 de mayo de 2020      | 18.4%  | 23.3%  | 7.2%   | 30.2%  | 4.6%   | 16.3%           |
| Campaigns & Elections | junio de 2020           | 16%    | 21%    | 11%    | 41%    | 11%    | —               |
| Massive Caller        | 19 de julio de 2020     | 9.7%   | 15.5%  | 11.4%  | 32.9%  | 6.4%   | 24.1%           |
| Demoscopia digital    | 1 y 2 de agosto de 2020 | 9.30%  | 15.22% | 8.94%  | 34.17% | 13.62% | 18.75%          |
| El Financiero         | 25 de agosto de 2020    | 9%     | 11%    | 6%     | 28%    | 7%     | 39%             |
| Demoscopia digital    | 4 de octubre de 2020    | 10.19% | 12.32% | 8.96%  | 37.22% | 15.42% | 15.89%          |
| Demoscopia digital    | 12 de noviembre de 2020 | 8.37%  | 10.26% | 10.15% | 35.18% | 5.14%  | 21.86%          |
| El Financiero         | 15 de diciembre de 2020 | 11%    | 15%    | —      | 33%    | 11%    | 30%             |

### Por candidato
| Encuestadora          | Fecha                        | Romero | Morán  | Vizcaíno | Otro   | Ninguno/No sabe |
| --------------------- | ---------------------------- | ------ | ------ | -------- | ------ | --------------- |
| Encuestadora          | Fecha                        |        |        |          | Otro   | Ninguno/No sabe |
| Campaigns & Elections | 6 de febrero de 2021         | 23%    | 23%    | 22%      | 6%     | 26%             |
| El Heraldo            | 8 de febrero de 2021         | 14.8%  | 13.6%  | 33.7%    | 15.4%  | 22.3%           |
| Massive Caller        | 15 de febrero de 2021        | 16%    | 18.5%  | 33.3%    | 10.8¨% | 21.4%           |
| Campaigns & Elections | 22 de febrero de 2021        | 27%    | 20%    | 32%      | 13%    | 8%              |
| Massive Caller        | 22 de febrero de 2021        | 16.4%  | 21.3%  | 32.1%    | 11.9%  | 18.3%           |
| Demoscopia Digital    | 26 de febrero de 2021        | 16.2%  | 17.6%  | 28.9%    | 14.9%  | 22.4%           |
| Arias Consultores     | 27 de febrero de 2021        | 19.0%  | 26.5%  | 39.7%    | 5.0%   | 9.8%            |
| Campaigns & Elections | 1 de marzo de 2021           | 29%    | 20%    | 30%      | 9%     | 12%             |
| Massive Caller        | 1 de marzo de 2021           | 19.4%  | 20.8%  | 31.2%    | 11.5%  | 17.1%           |
| El Universal          | 4 de marzo de 2021           | 15.5%  | 16.7%  | 38%      | 21.6%  | 8.2%            |
| Demoscopia Digital    | 6 de marzo de 2021           | 17.2%  | 18.2%  | 27.5%    | 13%    | 24.1%           |
| Massive Caller        | 8 de marzo de 2021           | 18.9%  | 20.8%  | 33.5%    | 14.1%  | 12.7%           |
| El Heraldo            | 8 de marzo de 2021           | 18.5%  | 8.9%   | 30%      | 16.4%  | 25.2%           |
| Massive Caller        | 9 de marzo de 2021           | 17.1%  | 22.2%  | 32.2%    | 12.8%  | 15.7%           |
| Demoscopia digital    | 9 de marzo de 2021           | 19.9%  | 13.4%  | 29.6%    | 13.9%  | 23.2%           |
| Campaigns & Elections | 10 de marzo de 2021          | 28%    | 17%    | 29%      | 16%    | 10%             |
| Massive Caller        | 10 de marzo de 2021          | 16.2%  | 21.4%  | 35.7%    | 11.9%  | 14.8%           |
| Massive Caller        | 11 de marzo de 2021          | 16%    | 24.2%  | 37.5%    | 12%    | 10.3%           |
| Arias Consultores     | 11 de marzo de 2021          | 15.1%  | 26.9%  | 30.2%    | 1.9%   | 25.9%           |
| Massive Caller        | 12 de marzo de 2021          | 16.8%  | 17.8%  | 34.6%    | 16.2%  | 14.5%           |
| Massive Caller        | 13 de marzo de 2021          | 16.6%  | 16.1%  | 37.4%    | 14.1%  | 15.8%           |
| Massive Caller        | 14 de marzo de 2021          | 13.1%  | 21.1%  | 35.5%    | 16.6%  | 13.7%           |
| Massive Caller        | 15 de marzo de 2021          | 14.4%  | 19.6%  | 37.6%    | 16.4%  | 12%             |
| Massive Caller        | 16 de marzo de 2021          | 20.8%  | 18.2%  | 36.8%    | 15.7%  | 8.5%            |
| Poligrama             | 17 de marzo de 2021          | 21.35% | 19.9%  | 32.26%   | 14.29% | 12.2%           |
| Massive Caller        | 17 de marzo de 2021          | 17.7%  | 18.2%  | 36.6%    | 19%    | 8.5%            |
| Demoscopia Digital    | 18 de marzo de 2021          | 16.5%  | 16.4%  | 29.8%    | 10.9%  | 26.4%           |
| Campaigns & Elections | 22 de marzo de 2021          | 25%    | 22%    | 38%      | 8%     | 7%              |
| Massive Caller        | 22 de marzo de 2021          | 16.3%  | 21%    | 38.4%    | 16.1%  | 8.4%            |
| Arias Consultores     | 26 de marzo de 2021          | 26.7%  | 14.8%  | 36.2%    | 19.9%  | 2.4%            |
| Demoscopia digital    | 28 de marzo de 2021          | 15.2%  | 17.3%  | 31.6%    | 11.5%  | 24.4%           |
| Massive Caller        | 29 de marzo de 2021          | 17.6%  | 16.8%  | 41.7%    | 16.9%  | 7%              |
| México Elige          | 30 de marzo de 2021          | 21.2%  | 15.8%  | 35.3%    | 21.9%  | 5.8%            |
| Campaigns & Elections | 30 de marzo de 2021          | 23%    | 32%    | 36%      | 9%     | 0%              |
| Campaigns & Elections | 5 de abril del 2021          | 27%    | 29%    | 31%      | 11%    | 2%              |
| Massive Caller        | 5 de abril del 2021          | 17.7%  | 15.1%  | 40.9%    | 18%    | 8.3%            |
| Heraldo Media Group   | 5 de abril del 2021          | 15.9%  | 15.1%  | 34.4%    | 21.7%  | 12.9%           |
| El Financiero         | 6 de abril del 2021          | 27%    | 10%    | 42%      | 21%    | —               |
| Demoscopia digital    | 7 de abril de 2021           | 14.7%  | 16.3%  | 32.1%    | 14.5%  | 22.4%           |
| Campaigns & Elections | 12 de abril del 2021         | 31%    | 4%     | 25%      | 32%    | 8%              |
| Massive Caller        | 12 de abril del 2021         | 19.7%  | 19.4%  | 34.6%    | 14.2%  | 11.9%           |
| Demoscopia Digital    | 17 de abril del 2021         | 16.5%  | 18.4%  | 34.8%    | 14.6%  | 15.7%           |
| Campaigns & Elections | 19 de abril del 2021         | 32%    | 32%    | 32%      | 4%     | 1%              |
| Massive Caller        | 18 de abril del 2021         | 20.4%  | 18.3%  | 37.3%    | 16.3%  | 7.7%            |
| México Elige          | 21 al 25 de abril del 2021   | 23.1%  | 20.4%  | 31.1%    | 22.1%  | 3.3%            |
| Massive Caller        | 26 de abril de 2021          | 19.9%  | 18.6%  | 40.4%    | 15.5%  | 5.6%            |
| Campaigns & Elections | 26 de abril de 2021          | 34%    | 21%    | 38%      | 5%     | 2%              |
| Demoscopia Digital    | 27 de abril del 2021         | 19.8%  | 21.2%  | 31.3%    | 16.1%  | 11.6%           |
| Campaigns & Elections | 3 de mayo del 2021           | 31%    | 31%    | 32%      | 5%     | 1%              |
| El Financiero         | 3 de mayo del 2021           | 28%    | 17%    | 37%      | 18%    | 0%              |
| Massive Caller        | 3 de mayo del 2021           | 22.3%  | 16.5%  | 37.5%    | 14.1%  | 9.6%            |
| Heraldo Media Group   | 4 de mayo del 2021           | 21%    | 20.7%  | 30%      | 14.9%  | 13.4%           |
| Massive Caller        | 7 de mayo del 2021           | 20.4%  | 18.7%  | 33.6%    | 15.1%  | 12.2%           |
| Campaigns & Elections | 10 de mayo del 2021          | 31%    | 31%    | 30%      | 6%     | 2%              |
| Massive Caller        | 10 de mayo del 2021          | 21.8%  | 19.2%  | 39.9%    | 10.2%  | 8.9%            |
| Demoscopia digital    | 12 de mayo del 2021          | 19.6%  | 18.3%  | 37.9%    | 15.6%  | 8.6%            |
| Poligrama             | Del 7 al 13 de mayo del 2021 | 23.96% | 20.21% | 32.75%   | 16.06% | 6.99%           |
| Arias Consultores     | 14 de mayo del 2021          | 26.2%  | 21.1%  | 31.5%    | 4.2%   | 10.7%           |
| Demoscopia Digital    | 17 de mayo del 2021          | 20.2%  | 18.5%  | 39.8%    | 12.2%  | 9.3%            |
| Campaigns & Elections | 17 de mayo del 2021          | 32%    | 30%    | 30%      | 7%     | 1%              |
| Massive Caller        | 17 de mayo del 2021          | 26%    | 18.3%  | 40.2%    | 2.9%   | 6.3%            |
| México Elige          | 19 de mayo del 2021          | 24.8%  | 24.8%  | 28.8%    | 19.5%  | 2.1%            |
| FactoMétrica          | 19 de mayo del 2021          | 25.7%  | 15.9%  | 36.2%    | 17.8%  | 4.4%            |
| Demoscopia Digital    | 22 de mayo del 2021          | 19.8%  | 16.4%  | 40.1%    | 12.3%  | 11.4%           |
| El Financiero         | 24 de mayo del 2021          | 30%    | 17%    | 41%      | 12%    | 0%              |
| Demoscopia Digital    | 24 de mayo del 2021          | 20.4%  | 16.9%  | 40.3%    | 11.3%  | 11.1%           |
| Massive Caller        | 24 de mayo del 2021          | 29.6%  | 14.1%  | 39.7%    | 9.5%   | 7.1%            |
| Demoscopia Digital    | 28 de mayo del 2021          | 21.5%  | 14.4%  | 40.9%    | 12.4%  | 10.8%           |
| Heraldo Media Group   | 28 de mayo del 2021          | 28.3%  | 18.3%  | 39.3%    | 14.1%  | 0%              |
| Mitofsky              | 29 de mayo del 2021          | 19.9%  | 14.3%  | 41.1%    | 10%    | 14.7%           |
| Demoscopia Digital    | 30 de mayo del 2021          | 22.8%  | 13.9%  | 40.3%    | 13.4%  | 9.6%            |
| Campaigns & Elections | 30 de mayo del 2021          | 30%    | 24%    | 31%      | 7%     | 8%              |
| Massive Caller        | 31 de mayo del 2021          | 30.5%  | 17.8%  | 34.4%    | 11.7%  | 5.6%            |
| Arias Consultores     | 31 de mayo del 2021          | 31.5%  | 13.7%  | 41.8%    | 7.3%   | 5.7%            |
| Demoscopia Digital    | 1 de junio del 2021          | 26.8%  | 11.4%  | 37.9%    | 14.4%  | 9.5%            |
| Poligrama             | 1 de junio del 2021          | 27.91% | 18.8%  | 31.91%   | 16.46% | 4.92%           |
| PollsMX               | 2 de junio del 2021          | 28%    | 16.1%  | 36.7%    | 8.5%   | —               |

## Resultados

### Congreso del Estado de Colima
|  | 29.02 % |

|  | 14.96 % |

|  | 14.16 % |

|  | 12.25 % |

|  | 9.56 % |

|  | 4.11 % |

|  | 3.91 % |

|  | 3.34 % |

|  | 1.49 % |

|  | 1.35 % |

|  | 0.77 % |

|  | 0.51 % |

|  | 3.17 % |

|  | 100 % |

### Ayuntamientos
|  | 26.58 % |

|  | 17.80 % |

|  | 14.10 % |

|  | 12.56 % |

|  | 9.59 % |

|  | 4.54 % |

|  | 4.02 % |

|  | 2.79 % |

|  | 1.33 % |

|  | 1.27 % |

|  | 0.75 % |

|  | 0.62 % |

|  | 97.44 % |

|  | 2.56 % |